# Formatge groc

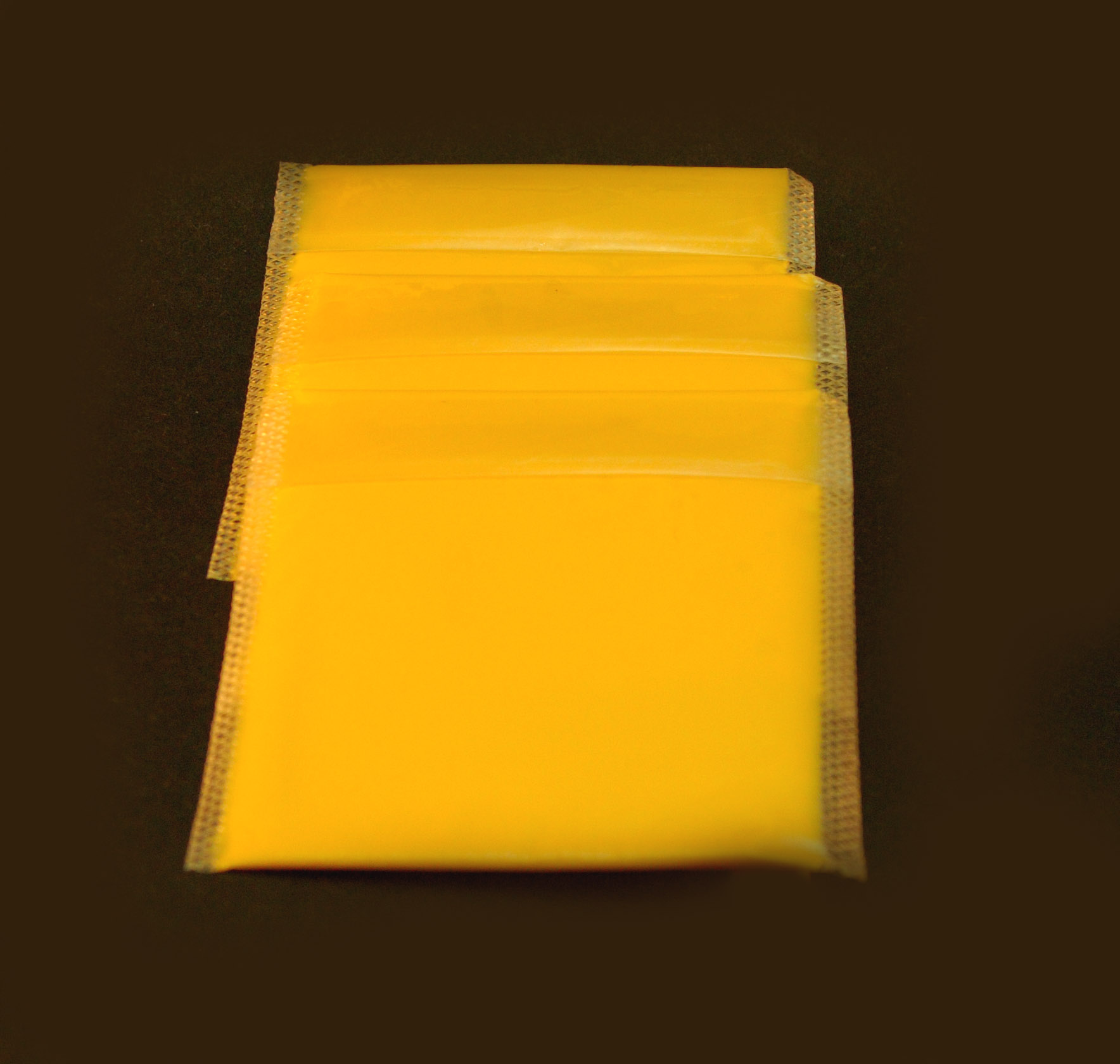
Formatge groc processat (en llesques envasades).

El formatge groc és el nom amb què s'anomena tota una sèrie de formatges molt populars als Estats Units, comercialitzats per companyies estatunidenques com Kraft Foods, Borden, tot i que també suïsses com Nestlé, i d'altres.
També es coneixen com a tranchettes, que és un nom comú per als productes envasats d'aquest tipus. S'anomena formatge groc bàsicament pel seu color groguenc-ataronjat, i es fan a partir de mesclar formatges com el Colby i el Cheddar, i solen dur ingredients com llet, sèrum de llet, greixos lactis, proteïna de llet concentrada, proteïna de sèrum, sal...